# Philipp Roth (Politiker)
Philipp Roth (* 12. Dezember 1899 in Weibersbrunn; † 21. April 1971) war ein deutscher Politiker (KPD) und Widerstandskämpfer gegen das NS-Regime. Er war Abgeordneter des Preußischen Landtages.

## Leben
Der Maschinenarbeiter Roth musste 1917/18 als Soldat am Ersten Weltkrieg teilnehmen. 1919 trat er dem Deutschen Metallarbeiter-Verband bei und besuchte 1920 die Maschinenbauschule in Duisburg. Anschließend arbeitete er als Maschinist in Duisburg. 1923 trat er der Kommunistischen Partei Deutschlands (KPD) bei. Ab 1928 arbeitete er in der Berzelius-Metallhütte in Duisburg, wo er auch Betriebsratsvorsitzender war. Ab Februar 1928 gehörte er der KPD-Unterbezirksleitung Duisburg an. Im Juni 1929 nahm Roth am XII. Parteitag der KPD in Berlin-Wedding teil. 1931 war er Redakteur des Westfälischen Kämpfers. Im April 1932 wurde Roth im Wahlkreis Düsseldorf-West in den Preußischen Landtag gewählt. Ab Mitte 1932 fungierte er als Parteisekretär in Bielefeld.
Nach der „Machtergreifung“ der Nationalsozialisten wurde er im April 1933 Sekretär der illegalen Unterbezirksleitung der KPD in Hamm. Dort wurde er in der Nacht vom 7. zum 8. Mai 1933 festgenommen. Nach der Untersuchungshaft in Recklinghausen, Essen und Leipzig, verurteilte ihn das Reichsgericht am 1. Juni 1934 zu zweieinhalb Jahren Gefängnis. Nach der Haftverbüßung wurde Roth nicht entlassen, sondern in die Konzentrationslager Esterwegen und Sachsenhausen verbracht. Roth wurde im April 1939 wegen „schwerer Krankheitserscheinungen“ anlässlich der Amnestie zum 50. Geburtstag von Adolf Hitler freigelassen. Anschließend arbeitete er als Maschinist in München.
1945 wurde er wieder Mitglied der KPD. Zusammen mit Gustav Niebuhr und Aloys Schweins war er Herausgeber des KPD-Organs Volks-Echo für Westfalen und Lippe. Von Februar 1946 bis Ende 1947 war er als Parteiangestellter bei der Kreisleitung in Bielefeld tätig. Ende 1947 wurde Roth aus gesundheitlichen Gründen pensioniert, betätigte sich jedoch weiterhin für die KPD.
1959 wurde er wegen „aktiver Betätigung in der verbotenen KPD“ zu eineinhalb Jahren Gefängnishaft verurteilt, die er im Juli 1962 antreten musste.